# Neokantianizmus

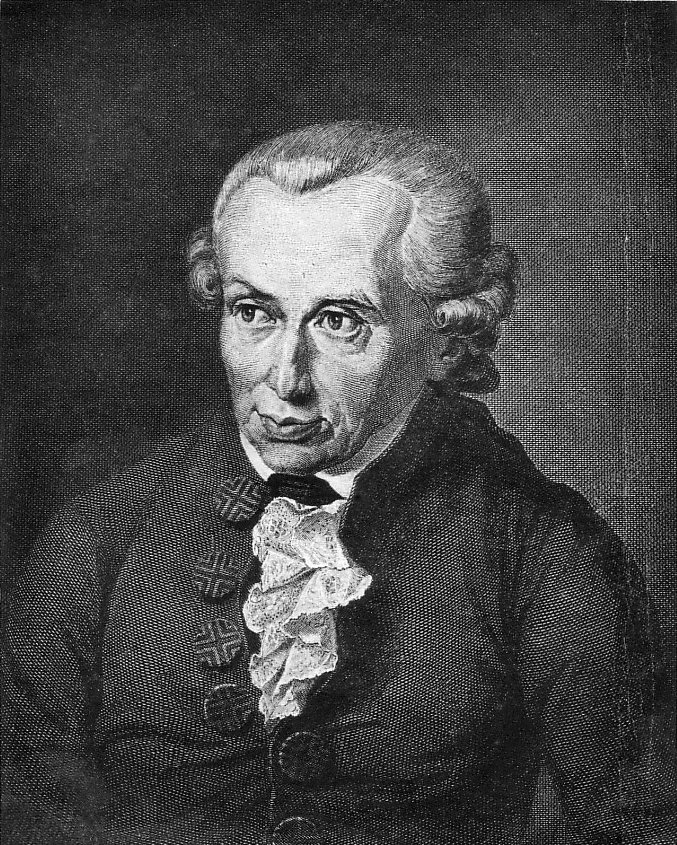
Immanuel Kant, az irányzat névadója

A neokantianizmus, illetve újkantianizmus egy filozófiai irányzat, amely Immanuel Kant filozófiáját elevenítette fel és módosította. A mozgalom az 1860-as évek elején a „Vissza Kanthoz!” jelszó alatt német akadémikus központokból terjedt el. Ekkor az idealizmus hatása alábbhagyott és a természettudományokban gyökerezett materializmus lett a domináns a tudománytalan, spiritualisztikus, spekulatív filozófiák mellett. A neokantiánusok úgy vélték, hogy Kant kritikai filozófiai rendszere mindkét áramlat alternatíváját nyújthatja. A századforduló idején a neokantianizmus már vezető tudományos filozófiai irányzattá vált Németországban.
A neokantiánusok célja egy olyan filozófia kifejlesztése volt, ami megfelel a modern tudományok igényeinek. Ezzel a szándékkal közvetlenül Immanuel Kantra hivatkoztak. Újra feléledt az érdeklődés egy érvényesség-elméleten alapuló szellemtudomány iránt. A politikai elméletek filozófiai megalapozásán is dolgoztak. A neokantianizmus etikai aspektusai közel álltak a szocialista tanításokhoz, amint például Friedrich Lange és Hermann Cohen műveiből kitűnik. Mint Kant ők is hangsúlyozták, hogy az egyenlőség a szabadsághoz szükséges. Kant szerint a jog célja a szabadság: szabadság – negatívumként – a másik emberek önkényétől, illetve – pozitív értelemben – szabadság az önrendelkezéshez. Nincs szabadság egyenlőség nélkül és fordítva. Az egyenlőség szabadság nélkül egy embertelen mechanizmus, a szabadság egyenlőség nélkül viszont zsarnokság. Kant etikájának az alapelve a kategorikus imperatívusz.
Az újkantianizmuson belül két jelentős ágazat létezett: a marburgi iskola és a délnyugat-német iskola (vagy bádeni iskola). A kriticizmus fejlődése is a neokantianizmushoz eredményeihez számítható.
A marburgi iskola tagjai a matematikai filozófia megteremtésével foglalkoztak. Legfőképpen a természettudományos irányú a priori episztemológiát és a logikát hangsúlyozták. A délnyugat-német iskola képviselői viszont Kant Gyakorlati ész kritikájával foglalkoztak. A bölcsészettudományok fogalmairól és módszereiről szóló vitában vettek részt. Nekik a kultúra- és értékelmélet voltak a központi témáik.
Általánosabban olyan embereket is hívnak neokantiánusnak, akik részben vagy egészben átveszik Kant filozófiáját. A jelenkori filozófiában például Peter Strawson műve Az érzékelés és a jelentés határai számíthat neokantiánusnak. Strawson az ismeretelméletet helyezi az ontológia elé, ami a neokantianizmusra jellemző. Európában Jean-Luc Nancy egy más, a fenomenológiából származtatott hagyományt képvisel.

## Keletkezése

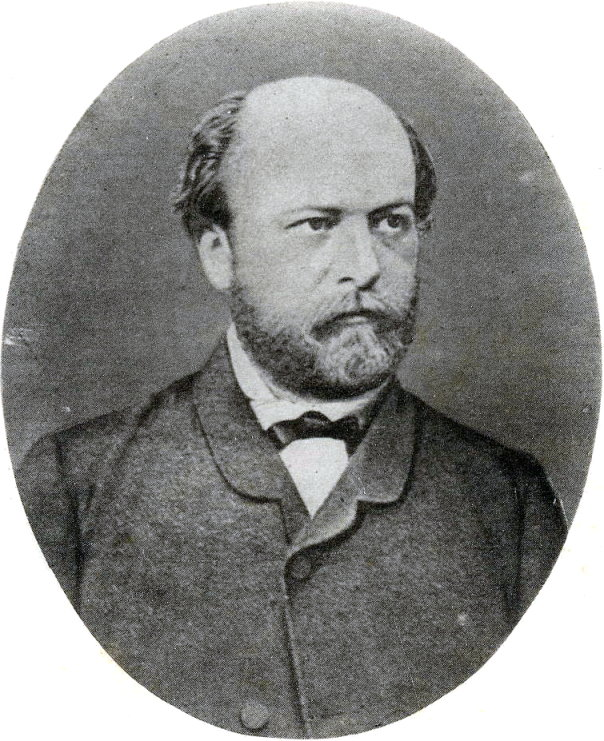
Friedrich Lange 1929-ben

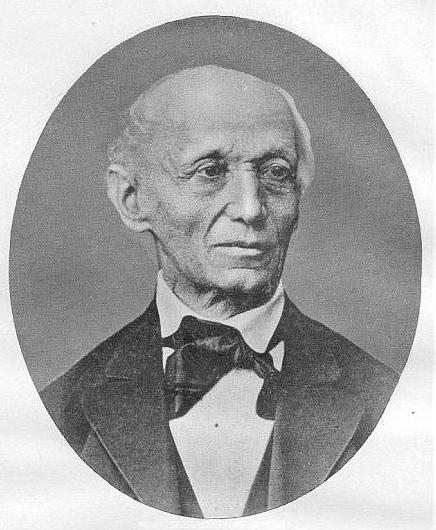
Eduard Zeller

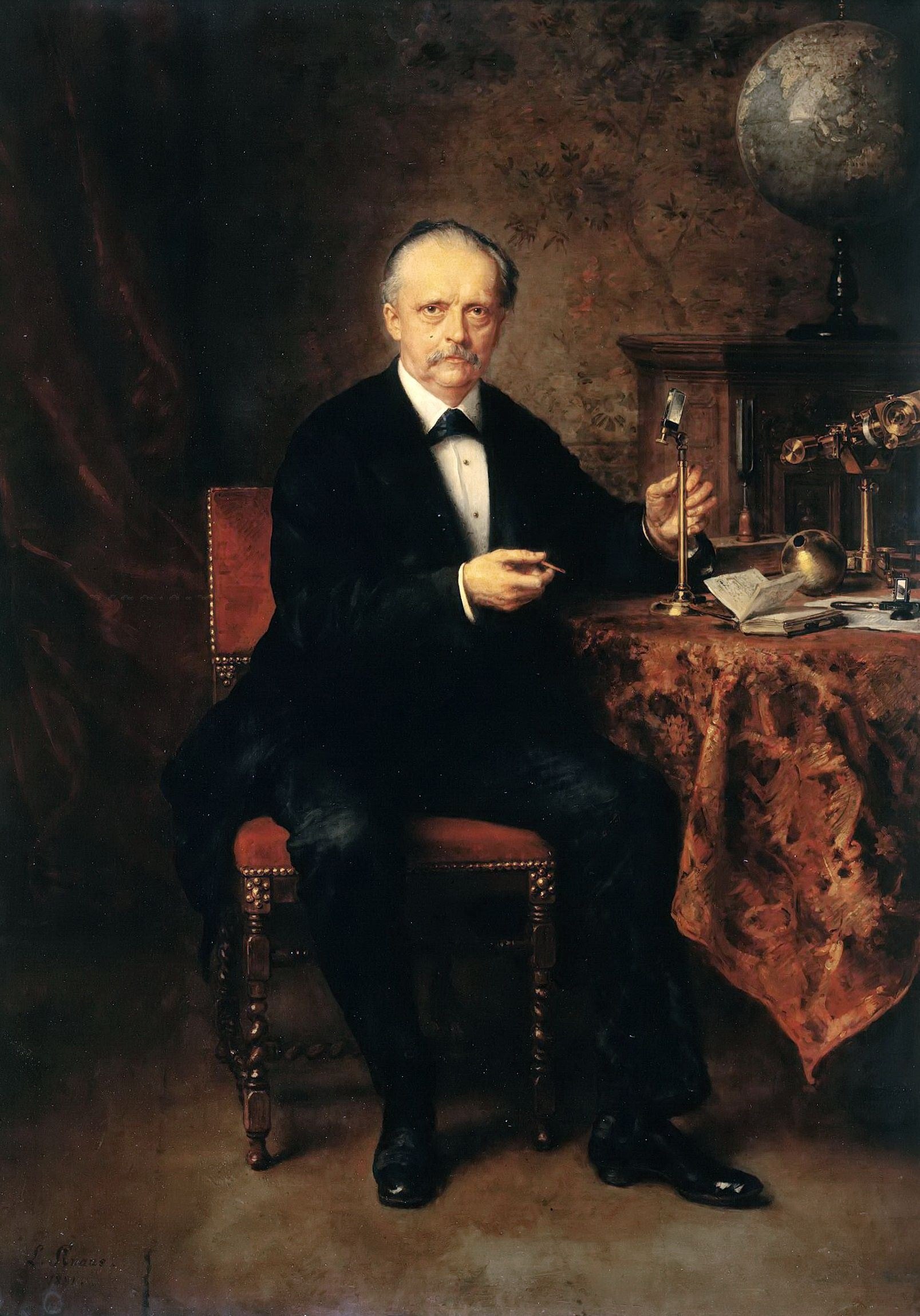
Hermann von Helmholtz (Ludwig Knaus festménye, 1881)

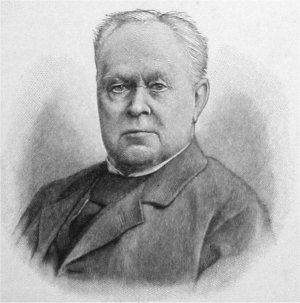
Kuno Fischer

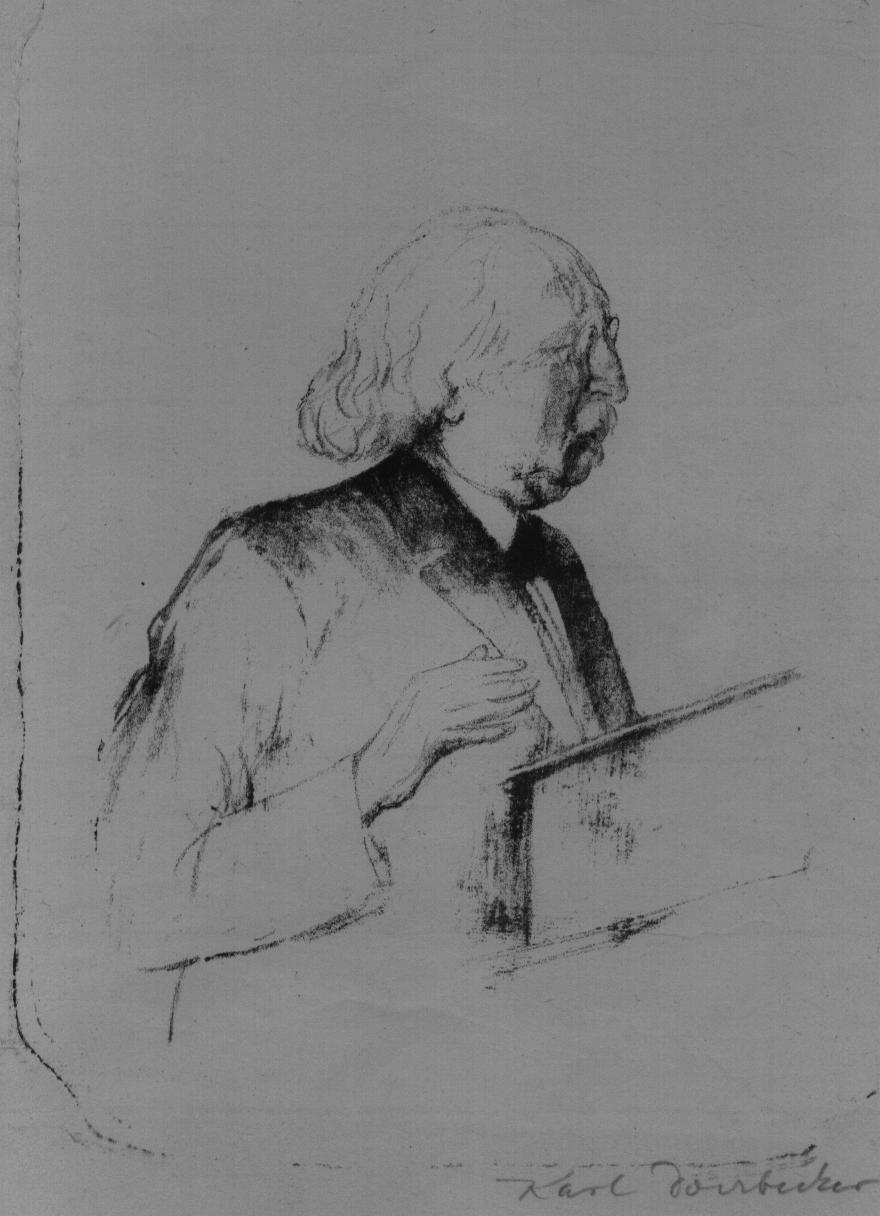
Hermann Cohen (Carl Doerbecker litográfiája)

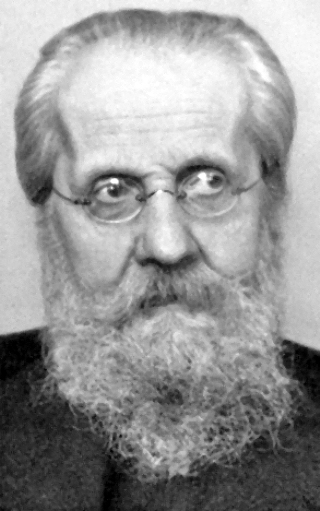
Heinrich Rickert 1930 körül

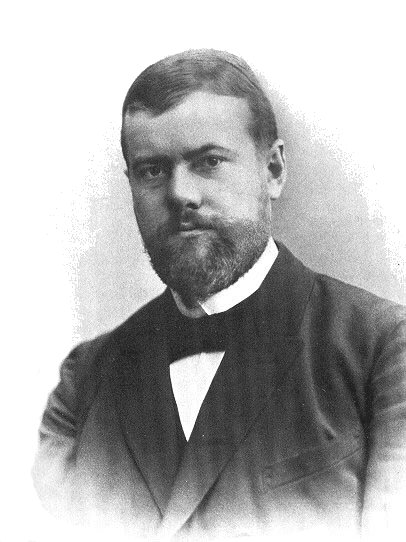
Max Weber

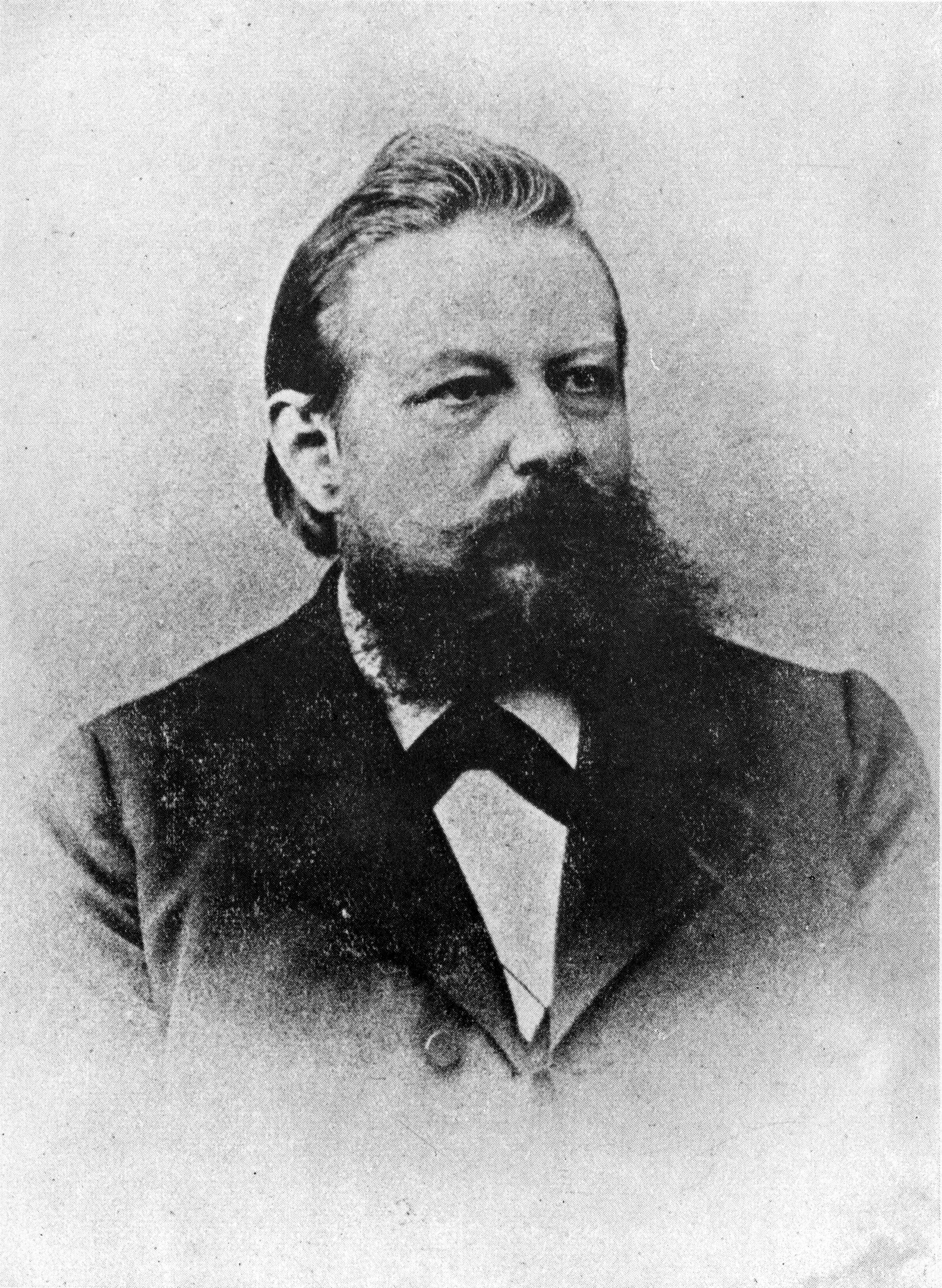
Wilhelm Windelband

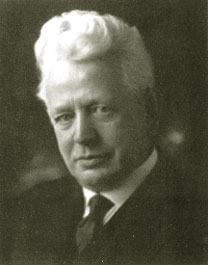
Ernst Cassirer

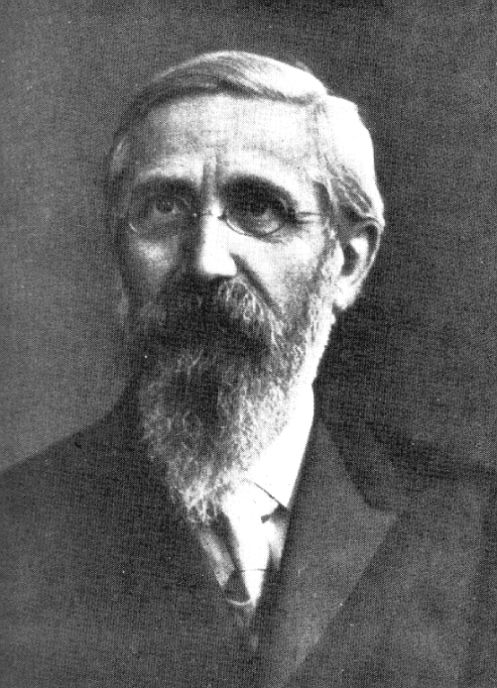
Paul Natorp 1910 körül

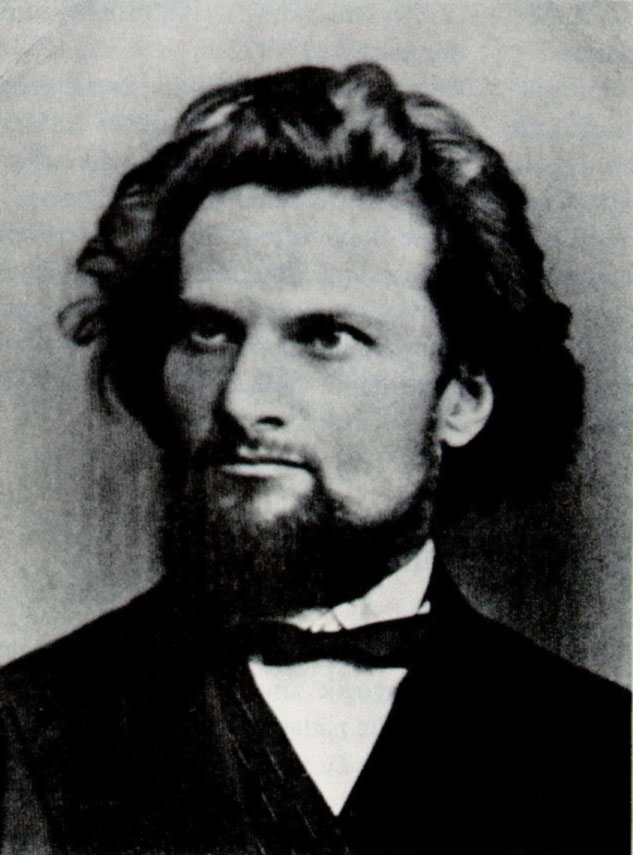
Alois Riehl

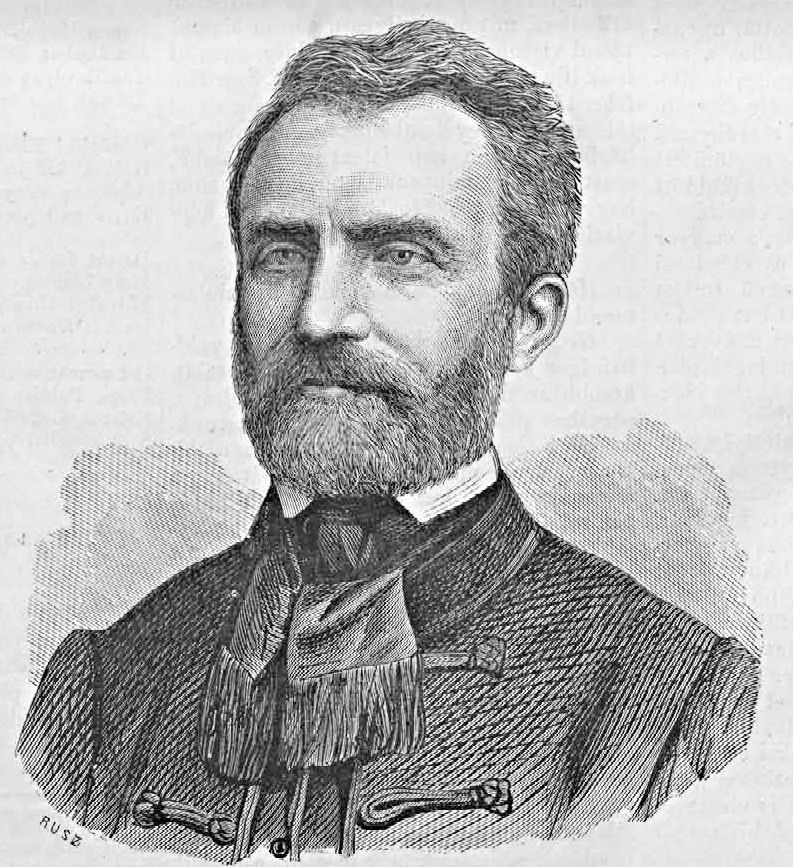
Paul Tivadar (Rusz Károly metszete, 1871)

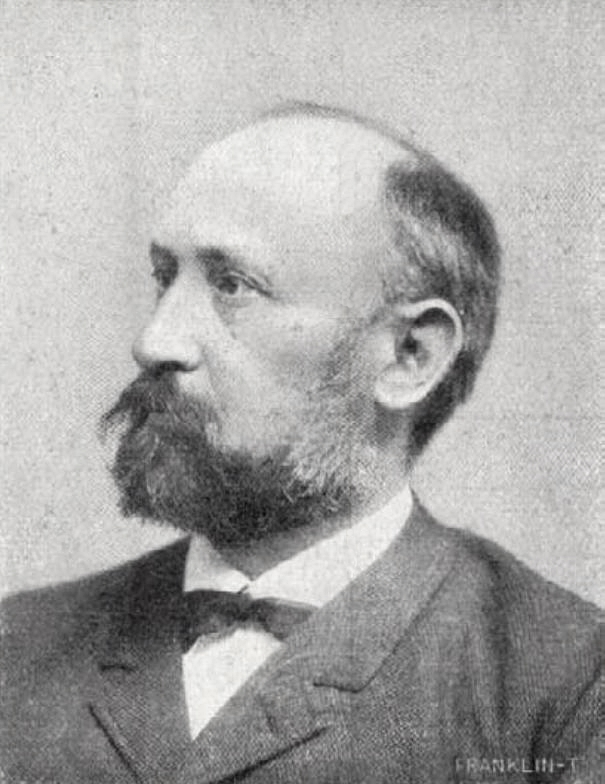
Böhm Károly

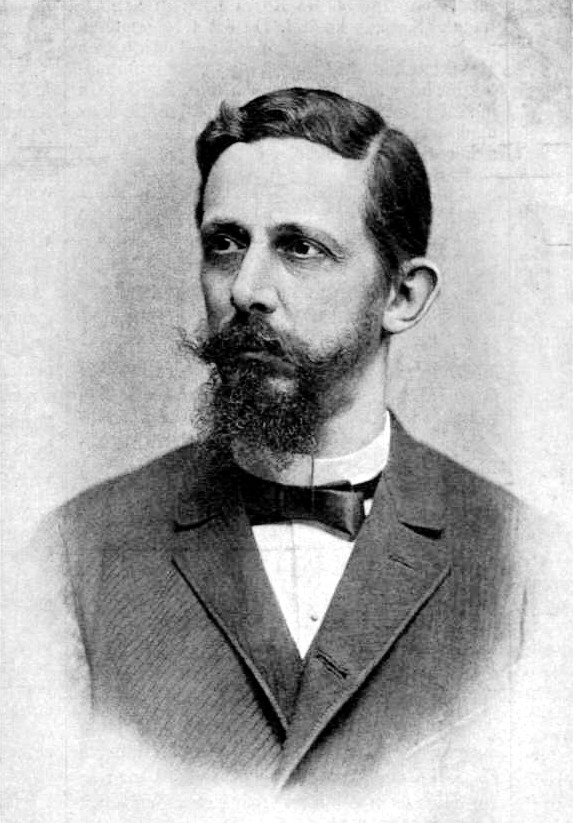
Pulszky Ágost (Ellinger Ede fényképfelvétele, 1894)

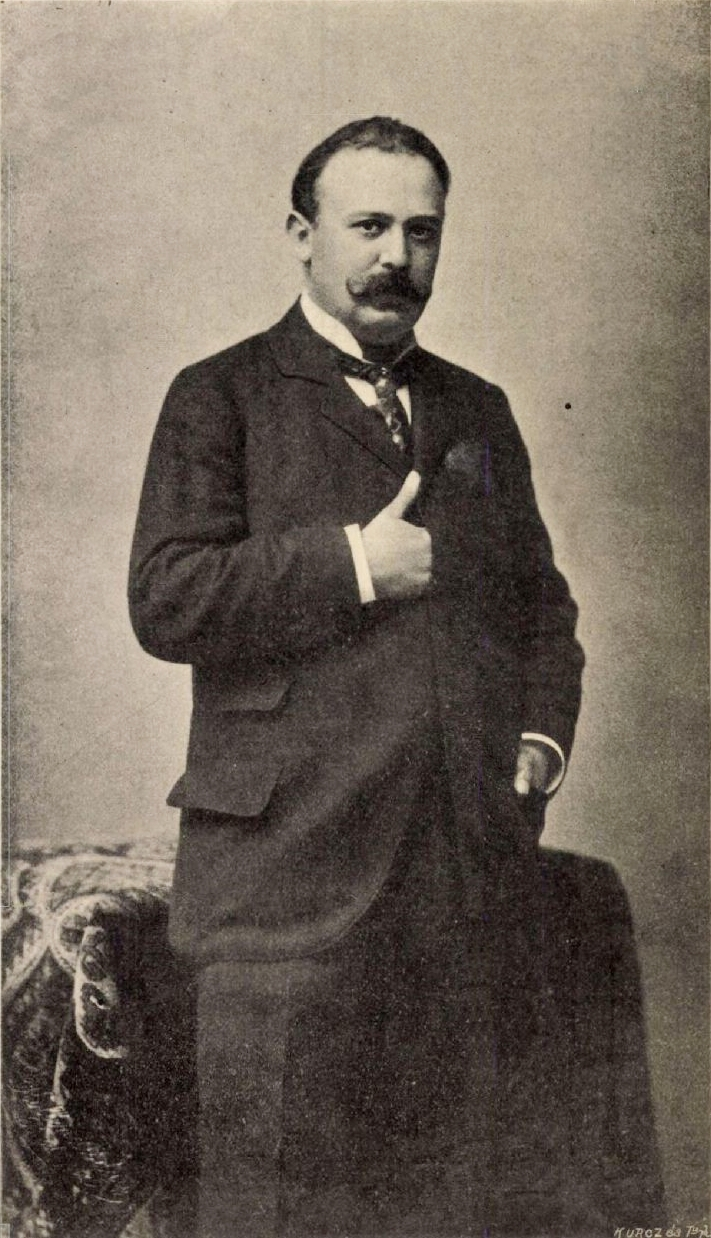
Pikler Gyula

Somló Bódog

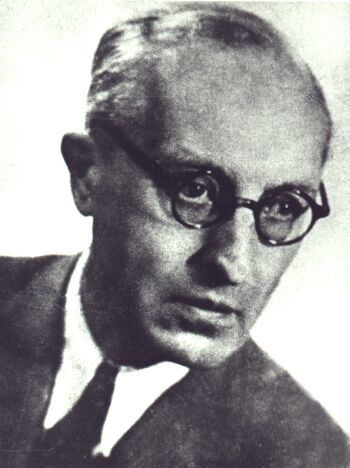
Moór Gyula

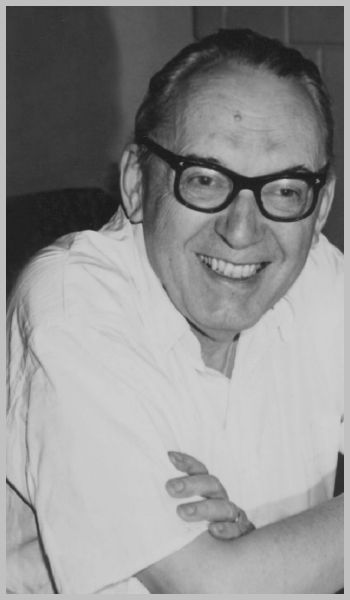
Bibó István

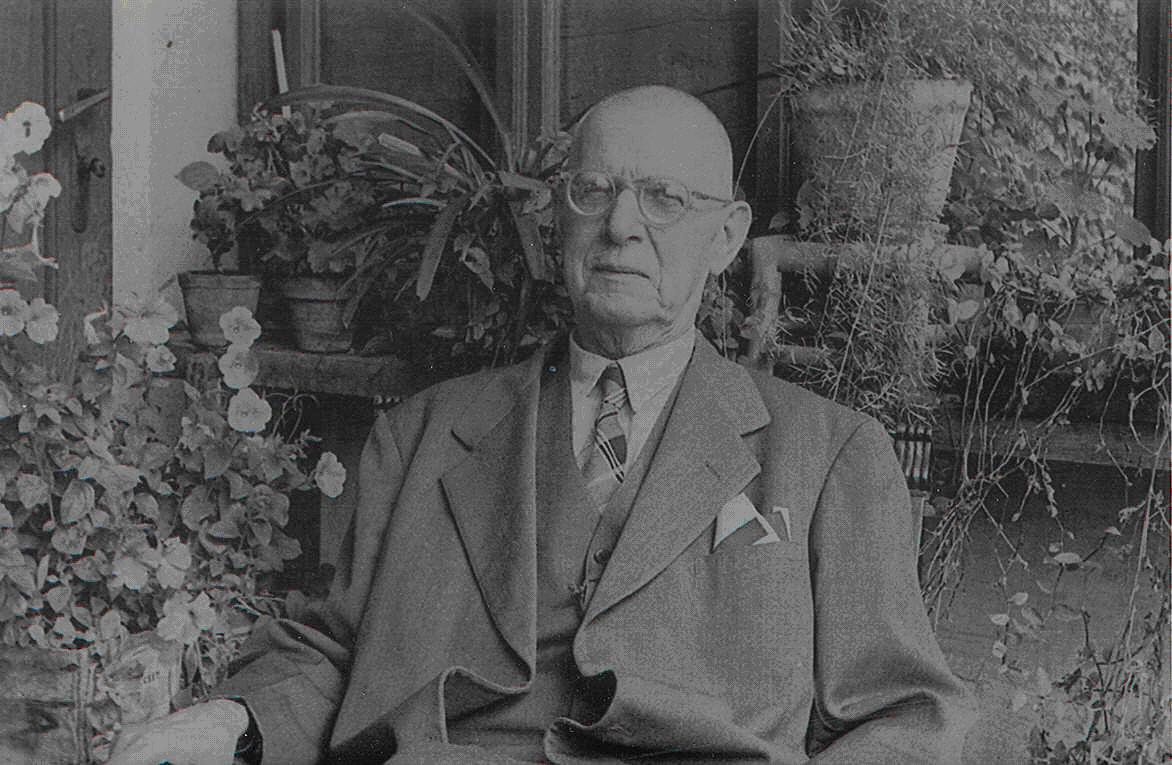
Bartók György

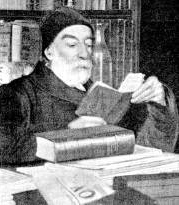
Charles Renouvier

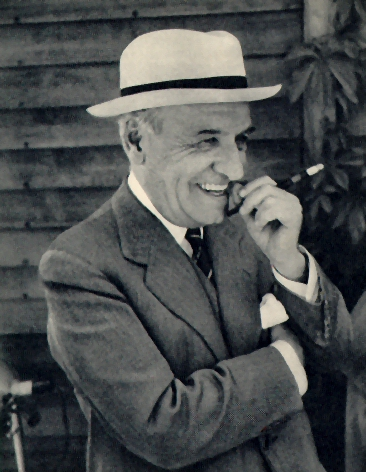
Jose Ortega y Gasset

A 19. század első harmadában a hegeli idealizmus háttérbe szorította Kant filozófiáját. Jelentős szinten csak Arthur Schopenhauer foglalkozott Kant ismeretelméletével A világ mint akarat és képzet (Die Welt als Wille und Vorstellung, 1819) című fő művében. Schopenhauer filozófiáját azonban akkor még nem vették figyelembe.
1832-ben, egy évvel Hegel halála után, Friedrich Beneke a Kant und die philosophischen Aufgaben unserer Zeit című tanulmányával tett egy második kritikus lépést a kanti eszmék újjáélesztéséért.
A újkantianizmus kezdete Friedrich Lange, Otto Liebmann, Eduard Zeller és Hermann von Helmholtz nevéhez köthető.
Friedrich Albert Lange a Geschichte des Materialismus und Kritik seiner Bedeutung in der Gegenwart (1866) című művében kritizálta a materialista álláspontot. Egy egész életen át dolgozott ezen a művén és 1873–75-ben megjelentette a második kiadást, amelynek két kötete a materializmus történetéről szól – Kantig és Kant után. Lange biztosítani akarta Kant eszméinek továbbélését. Szerinte a materializmusban hiányzott az ösztön, az érzékelés, előtérbe került az objektív irányultság. A materializmus kritikájával Lange azt akarta elérni, hogy újra Kant filozófiájára hivatkozzanak. Szerinte a materialisták nem voltak képesek túllépni az empirikus érzékelés látszólagos objektivitásán. Noha egyetértett azzal, hogy a tudományokban az empíria nélkülözhetetlen alapelv, de azt hangsúlyozta, hogy az anyag maga egy értelmi fogalom. Ez a gondolat Kant művéhez, "Az ész kritikájához" vezet. Lange a materializmusban mégis forradalmi potenciált látott.
A főműve második kötetében a politikai elméletről is szól. Szerinte a munkáskérdés megoldása a munkások által történjék. Karl Marxszal ellentétben Lange a modern természettudományi felismeréseket, mint a darwinizmus és a szociáldarwinizmus problémáit dolgozta bele a művébe. A létért való harcon kívül hangsúlyozta a kölcsönös segítséget a szolidaritás értelmében. Így fogalmazta meg az újkantianizmus tevékenységetikáját, amit később Hermann Cohen (marburgi iskola) átvett. Lange szerint az úgynevezett rokonszenves együttélés az emberi fejlődés csúcspontja.
Eduard Zeller (1814–1908) liberális teológus és filozófus 1862-ben a Heidelbergi Egyetem professzora lett. Székfoglaló beszédében végérvényesen bevezette az ismeretelmélet (episztemológia) fogalmát a német filozófiai irodalomba. A berlini Humboldt Egyetemen is filozófiai tanszéke volt. Zeller filozófiájában a történeti-kritikai módszert követte. A teológiában az ókereszténység kérdéseivel foglalkozott. A filozófiában Hegel, később Kant felé tájékozódott. A Die Philosophie der Griechen in ihrer geschichtlichen Entwicklung című fő művét még ma is sok nyelven adják ki.
A Kant und die Epigonen (1865) című könyvének négy szakaszában Otto Liebmann sorra vette korának filozófiai áramlatait és egyenként utasította el az idealizmust (Fichte, Schelling, Hegel), a realizmust (Herbart), az empirizmust (Fries) és a Schoppenhauer által is képviselt transzcendentális filozófiát. Minden fejezetet azzal a felkiáltással zárt, hogy Kanthoz vissza kell térni, azaz Auf Kant muß zurückgegangen werden!.
Hermann von Helmholtz, a vezető természettudósok egyike is a materializmus ellen fordult. Egy 1877-es beszédben így szólt:
|  | „Kérem, ne felejtse el, hogy a materializmus szintén egy metafizikus hipotézis, amely ugyan a természettudományok területén igen termékenynek bizonyult, de mégis hipotézis maradt. És ha ezt a természetét elfelejtjük, akkor dogmává válik, ami ugyanúgy akadályozhatja a tudomány haladását és szenvedélyes intoleranciához vezethet, mint minden más dogma. Ez a veszély valóra válik, mihelyt a tényeket letagadjuk, vagy elfedjük.” |
|  | – Helmholtz 1877 |

A neokantiánus mozgalomra további befolyást gyakorolt Kuno Fischer történelem-filozófus, aki összekötötte a kriticizmust Fichte idealizmusával, valamint Jürgen Meyer munkáját a Kants Psychologie (1870) (Kant pszichológiája) című saját művével.

## Marburgi iskola
A tudományos irányzatú iskolára a matematika volt nagy hatással. A tudományelmélet egy fontos témakör.
Hermann Cohen (1842–1918) számít az alapítójának. Kant szemszögéből kritizálta a pszichologizmust. Cohen szerint nem minden létező dolog függ a pszichétől. Ez a tény önmagában már abból is következik, hogy a matematika a tankönyvekben a szubjektumtól függetlenül létezik. Ennek megfelelően a megismerés nem csak a szubjektumhoz kötődik.

Kanttal foglalkozva, Cohen először egy filológiai szemléltetést fejlesztett ki. Munkája során egy saját álláspontot is kidolgozott, ami inkább az idealizmushoz áll közel. Nem a fogalmakban, hanem az ítéletekben látta az emberi gondolkodás bázisát.
Kant szerint a megismerésnek két módja van, a szemlélet és a gondolkodás. Cohen ezeket anyagnak és formának nevezte.
Paul Natorp (1854–1924) is az egzakt tudományok logikai alapjaival foglalkozott. A magánvaló dolog (Ding an sich) és az értelemtől független szemlélet létezését azonban tagadta. Az anyag és forma szintetikus egysége a megismerés alapja, ami a kategóriák (tulajdonság, kvantitás, reláció, modalitás) alapvető funkciói által meghatározott. Natorp szerint a felismerések nem szubjektívak, hanem a jelenségek törvényes meghatározása miatt objektívak.
A filozófiai alapgondolatait a természet, kultúra, logika, politika és különösen a pedagógia területén alkalmazta. Például Natorp szociálfilozófiája szerint nem az egyes entitás, hanem a közösség az, ami valóban konkrét. Gyakorlatilag kiállt az akkoriban vita tárgyát képező szocialista oktatáspolitikáért, például az ingyenes népiskolákért és az egyenlő esélyekért az oktatásban. Az egész népnek részt kellene venni az összes szak, a matematika valamint nyelv- és történelemtudomány alakításában. Így a tudományok „visszatalálnak” a gyakorlatba és a mindennapi életbe.
A marburgi iskolához tartozott többek között Karl Vorländer is, akinek a központi témája a történelemfilozófia volt, és a marxizmus kritikai alapvetését fogalmazta meg, és Rudolf Stammler, aki főleg társadalom- és jogfilozófiai kérdésekkel foglalkozott.
Walther Schücking (1875–1935) nemzetközi jogász szintén a marburgi körhöz tartozott. Schücking továbbvezette Kant gondolatait a békéről, és jelentős hatást gyakorolt a 20. századi béke- és nemzetközi jogra.
Ernst Cassirer (1874–1945) szintén a marburgi iskola hagyományait követte, de az ő témái, például a nyelvfilozófia, a jelentésprobléma valamint a Philosophie der symbolischen Formen című fő műve már a 20. század filozófiájához sorolhatók. Szerinte nem csak a (filozófiai) kategóriákon keresztül állunk a világgal kölcsönhatásban, hanem több különböző, önálló szimbolikus forma által is, mint a nyelv, vallás, művészet, technika, történelem és jog. Kant, aki szerint a logikai törvények a prioriak, azonban úgy vélte, hogy a filozófiai kategóriák történelmileg determináltak, sőt nem csak nyelvi, hanem esztétikai és vallási formában is kifejezhetők.
A 20. század legfontosabb jogtudósainak egyike Hans Kelsen volt, aki szintén közel állt a marburgi iskola köréhez. Főleg az államjog és nemzetközi jog területén dolgozott, de szociológiával is foglalkozott. Georg Jellinek és Félix Somlóval együtt az osztrák jogpozitivista körhez tartozott.
Az iskola legalább két jelentős elméleti irányzat alapjait vetette meg: a szociáldemokrata teoretikus Eduard Bernstein revizionizmusának és Victor Adler ausztromarxizmusának

## Délnyugat-német iskola
A marburgi iskolával ellentétben, a délnyugat-német iskola (Südwestdeutsche Schule vagy bádeni, illetve heidelbergi iskola) egy értékelméleten nyugvó filozófiát képvisel, bár elismeri, hogy a filozófia a tudás és a tapasztalat elmélete, de a hangsúlyt a természettudományok vizsgálata helyett a filozófia történeti, kultúrtörténeti vonatkozásaira helyezi. 1890 és 1916 között főleg a heidelbergi, a freiburgi és a strasbourgi egyetemen terjedt el. Wilhelm Windelband (1848–1915) és Heinrich Rickert (1863–1936) a legismertebb követői közé tartoznak.
Windelband a filozófiát főleg mint általános értéktant látta. A gondolkodásban rejlő valóságot, az akaratban és a cselekvésben megnyilvánuló jóságot valamint az érzésben levő szépséget hangsúlyozta. Kant megértése Windelband számára Kant meghaladását jelentette.
A Geschichte und Naturwissenschaft című, a strassburgi egyetemen tartott nyitóbeszédében alapvetően két fajta tudományt különböztetett meg: A bölcsészettudományok idiografikusak, mert konkrét tárgyakkal foglalkoznak, a matematika és filozófia viszont nomotetikus, mivel általános törvények használatával dolgoznak.
Windelband tanítványa, Rickert a kultúratudományok és természettudományok közötti különbséget hangsúlyozta a tudományelméletében. Egy saját értékfilozófiát fejlesztett, amiben a sollen (legyen) és sein (lét) központi fogalmak. Az 1910-ben megjelent Kulturwissenschaft und Naturwissenschaft című könyvében azt írta, hogy:
|  | „Az értékek nem valóságok, sem fizikai, sem pszichikai értelemben. A lényeg az érvényességük, nem a tényszerűségük.” |
|  | – Heinrich Rickert                                                                                                   |

Rickertnek fontos szerepe volt a jogelméletben, a jogszociológiában és a jogfilozófiában.
A délnyugat-német iskola egyik leghíresebb képviselője Max Weber, a társadalomtudományok klasszikusa és a német szociológia egyik alapítója.
További képviselők:
- Bruno Bauch (1877–1942)
- Jonas Cohn (1869–1947)
- Eugen Herrigel (1884–1955)
- Emil Lask (1875–1915)
- Hugo Münsterberg (1863–1916)
- Helmuth Plessner (1892–1985)
- Gustav Radbruch (1878–1949)

## Kriticizmus
A kriticizmus a megítélés és különbségtétel művészete. Kant egy olyan ismeretelméleti eljárásmódot nevezett kriticizmusnak, ami rákérdez az ismeret lehetőségének feltételeire és az ítéletek érvényességére. Nála a filozófiai kategóriák mint a priori gondolkozási formák a megítélés és szemlélés alapfeltételei. Kant nyomán a kriticizmus egy olyan kritikus filozófiai módszert jelent, ami a tiszta észismeret előfeltételeivel foglalkozik. Kant egyik alaptétele az, hogy a megismerési képesség két forráson nyugszik: az érzéki szemléleten és az ész fogalmain (a kategóriákon). A kriticizmus nem csak egy neokantiánus irányzat. Nem minden filozófus, aki a kriticizmushoz számítható, neokantiánus. Általánosabb értelemben a kriticizmus egy módszer, amivel az észlelés előfeltételeit vizsgálják.
A kriticizmust mint neokantiánus irányzatot többek között Leonard Nelson képviselte. Egyik követője volt Robert Reininger (1869–1955), aki a pszichofizikai probléma és az értékfilozófia témakörét kutatta. Jelentős képviselője volt Alois Riehl (1844–1924), akinek a filozófia nem csak világszemlélettant jelentett, hanem mindenekelőtt a megismerés kritikáját. Lehetségesnek és fontosnak tartotta továbbfejleszteni Kant kritikai elméletét, mivel a természettudományok és a matematika legújabb eredményeit (például a nemeuklideszi geometriát) tekintetbe kell venni a filozófia művelése során.
A kriticizmus későbbi képviselői tulajdonképpen már a 20. századi filozófiához tartoznak, mint például Cassirer, de az ő művei is a neokantiánus mozgalomból származnak.
Hans Vaihinger (1852–1933) a A tiszta ész kritikája (Kritik der reinen Vernunft) kommentátoraként és a Kant-Studien című folyóirat alapítójaként vált ismertté. Vaihinger úgynevezett „mintha“ (Als Ob) filozófiáját a valóságfogalom értelmezése miatt a pragmatizmushoz kell számítani. Szerinte a megismerés hipotetikus fikción alapul. Az ismeretelméletében tekintetbe veszi a hamis elfogadás tudatos választását, ha így valóságos eredményeket lehet elérni. A valóságtartalom a gyakorlati élethez igazodik.
Alois Riehl tanítványa, Richard Hönigswald (1875–1947) filozófiájának középpontjában két alapprobléma állt: az emberi megismerés „adott módszertana” és az „általános módszertana”. A marburgi iskolával ellentétben az ő vizsgálatai a magában való dologról pszichológiai alapvetésre épülnek. Ennek megfelelően vizsgálta az összefüggést a tudat és a tárgy között. A tudatnak nyelvre van szüksége és csak a nyelv által keletkezik egy tárgy objektivitása.

## Magyar neokantiánusok
Magyarországon 1875-ben jelentkezett az újkantiánus mozgalom, elsősorban Kant etikájának és vallásfilozófiájának tanításával. A Prolegomena 1887-ben jelent meg magyar fordításban, 1892-ben pedig a A tiszta ész kritikája is.
A 19-20. század fordulóján az európai jogbölcseleti gondolkodás megváltozott. Az akkoriban keletkező neokantiánus jogfilozófia elterjedése háttérbe szorította a hagyományos természetjogi, jogpozitivista, illetve történeti szemléletmódot.
A magyar filozófusok feldolgozták és rendszerbe foglalták a neokantianizmust. A neokantiánus megközelítés a jogtudományban lehetővé tette az ismeretelméleti, a módszertani és a modern értéktani nézetek figyelembevételét. Szabadfalvi József szerint a neokantianizmus jelentette „a magyar jogbölcseleti gondolkodás addigi legprosperálóbb korszakát, ami a század közepéig, a marxista jogelmélet uralomra jutásáig tartott”.
Pauler Tivadar (1816–1886) a magyar jogbölcseleti gondolkodás meghatározó személyisége volt. Kant észjogi munkáját próbálta összeötvözni a magyar hagyományokkal. A természetjogi szemléletmód már nem állt összhangban azokkal a társadalmi változásokkal, amiknek a pozitivista nézetrendszer jobban megfelelt. Mint igazságügyi miniszter a jogpozitivizmust a gyakorlatban is alkalmazhatta.
Böhm Károly (1846-1911) értékelmélete az antropológián alapul. Auguste Comte pozitivista tanait Kant gondolataival szintetizálva meghatározott olyan fogalmakat, mint például az ösztön, érzés, akarat és tudat. Fő műve Az ember és világa. Ez a mű azt a központi állítást tartalmazza, hogy az ember maga alkotja meg világát oly módon, hogy a saját szemléletmódját és érzéseit alkalmazza és vetíti ki a környezetére. Böhm az első neokantiánus, aki kijelenti, hogy az érték is az ember által keletkezik: „Az ember értékessége minden érték forrása.”
Ebben közel áll Kant kopernikuszi fordulatához. Korábban a filozófusok valami objektív, az emberen kívüli szférában keresték az érték forrását, mert el akarták kerülni a relativizmust.
Böhm emberképe még a felvilágosodás korához tartozik. Az embert mint autonóm egységet látta, akit az ész és az intelligencia vezérel. Úgy vélte, hogy értékesnek csak azt tarthatjuk, ami fejleszti az öntudatos intelligencia megvalósítását, más szóval az önfenntartást szolgáló cselekvések alárendeltek. „Az Egyén olyan alkotásai mint a tudomány, a művészet s azok alkalmazása a társas struktúrákra és az egyénre, az intelligenciát kell hogy szolgálják. Amazoknak szabályozása a szociológiára tartozik; emezeké a logika és esztétika, valamint az etika (erkölcstan) körébe. De vezérlő gondolat mindenütt csak egy lehet: a cselekedetek szabadok és a végső eszme megvalósítására irányuljanak. Amely cselekedet ennek nem felel meg, lehet bár látszólag hasznos és tetsző, de a haszonérték és önérték egyezése alapján hasznossága csak látszólagos, mert ellenkezik minden létnek fundamentumával, a szellemmel”.
Pulszky Ágost (1846-1901) szintén a jogpozitivista szemléletmód művelője volt. Pulszky az angol történeti jogi iskola, illetve az antropológiai hagyományok követője. 1885-ben jelent meg A jog és állambölcsészet alaptanai című műve. Mint a klasszikus liberalizmusban, ő is az egyéni szabadságot hangsúlyozza, amit az államnak kell biztosítania. A jogtudományon kívül államelmélettel, politikaelmélettel és szociológiával is foglalkozott. Tanítványai, Pikler Gyula és Somló Bódog is nagy figyelmet fordítottak erre a témakörre.
Pikler Gyula kiindulópontja a természettudományos megalapozású szociológia (Spencer). A jogot mint társadalmi tényt fogta fel. Pikler számára a jogfilozófia a jog természettudománya. A társadalomról teleologikus képe volt: A normák és az intézmények fejlődnek, mert az emberek tevékenységét a „célszerűség felismerése” befolyásolja. Így az intézmények és jog egyre racionálisabbak lesznek. Úgy vélte, hogy az úgynevezett művelt társadalmi rétegek járnak elől a célszerűség felismerésében. Később Pikler pszichofizikai és érzékfiziológiai kérdéseket tanulmányozott. Inkább a társadalmi jelenségek mögötti élettani és pszichológiai okok érdekelték.
Somló Bódog (1873-1920) többek között jogszociológiával és a joghelyesség kérdésével foglalkozott. Somló szerint ha valami kauzálisan és törvényszerűen történik, még nem jelenti azt, hogy egyben helyes is. Bódog Pulszky Ágost tanítványa volt. Nagyváradon és Kolozsvárott működött és jelentős hatása volt a neokantiánus jogfilozófia magyarországi megalapozására. Korai munkáit még tanárának, Pikler Gyulának, spenceri evolucionista szociológiája jellemzi. Idős korára a magyar pozitivista jogbölcselet egyik jeles képviselője lett. Marx materialista történetfilozófiája is hatott szemléletére.
Gondolkodásában neokantianista fordulatról csak pályafutásának második korszakától beszélhetünk, és 1917-ben a Juristische Gundlehre megjelentetésével érte el csúcspontját. Ebben a műben  a jog fogalmát analitikusan vizsgálta. A jog szerinte a legmagasabb rendű hatalom.
Miközben a jog előfeltételeit kutatta, egy önálló filozófiai alapvetést alkotott. Somló műve Magyarország határain kívül is feltűnést keltett.
Moór Gyula (1888-1950) Somló tanítványa volt. A német újkantiánus Rudolf Stammler és Hans Kelsen gondolatai is erősen hatottak rá. Szerinte a jog egyidejűleg két ontológiai területhez tartozik: a valósághoz és az értékekhez. Azt is hangsúlyozta, hogy a jog egy kauzális erővel ható szabály, nem csak normatív jelenség. Az, ami érvényes jognak számít, közvetlenül a társadalmi hatalomból, a természetből vagy eszmei tényezőből ered. Abszolút érték nem létezik. A jog helyességének a mértéke az etika és az erkölcs. 

Az 1920-as évek végétől a badeni iskola szemléletmódja alapján dolgozott egy jogfilozófiai rendszer létrehozásán. A Szociológia és jogbölcselet c. írásában visszautasította a korabeli szociológiai felfogást. Szerinte a társadalom a "természet világának és az eszmék, a szellem világának találkozóhelye". Azt írja, hogy "[a] jogban is a realitás és az idealitás, testi-lelki valóság és a szellemi tartalmak, a tapasztalati lét és az értékek, a normák érintkezését találhatjuk. A jog határozott gondolati tartalommal bíró szabályoknak, előírásoknak, normáknak a rendszere. De nemcsak gondolatoknak, szellemi tartalmaknak a rendszere, hanem pszichofizikai realitással bíró emberi cselekvéseknek a rendszere is."
 
Moór gondolatai a neokantiánus Heinrich Rickerthez és a neohegeliánus Nicolai Hartmannhoz kapcsolódnak, ezzel a neokantianista és neohegeliánus irányzatok szintézisére tett kísérletet. Munkáiban a valóság és az érték közötti különbséget és a kettő viszonyát vizsgálta. Úgy vélte, hogy a két szféra logikai ellentétének hangsúlyozása akadályozza annak belátását, hogy létezik egy harmadik szféra, ami az első kettőt is érinti. Ebben a harmadik szférában Moór azt látta, "amelyet a realizmus ismeretelméleti felfogása szerint az objektív tárgy változatos struktúrájában, idealisztikus felfogás szerint pedig az alanyi tudat belső gazdagságában kereshetünk."
Horváth Barna (1896-1973) az 1930-as évektől megújította a magyar jogbölcseleti hagyományban a neokantiánus felfogást. A szegedi egyetemen tanított. Alapvetően a tény és érték létformáját különböztette meg. Horváth szerint csak az tény, ami tér- és időbeli, valamint ami az érzékszervekkel észlelhető. A tények léteznek, az értékek viszont érvényesülnek. Ez a két létforma kizárja egymást, szóval egy tárgy nem lehet mindkettő egyúttal. Ebből az következik, hogy két külön fajta megismerési módszerre van szükségünk. Mivel a jog mindkét területet érinti, egy „szinoptikus” (együtt látó) módszert kell alkalmazni. A jogtudományokban fontos, mindkettőt, a tényeket és a normákat tekintetbe venni. A jog az igazságossághoz képest alárendelt.
Horváth gyakorló jogászként megtapasztalta a norma és a valóság ellentmondásait, amit a neokantianizmusban általában kevésbé vettek tekintetbe. A szinoptikus módszer egy új szemléletmód az érték és valóság összefüggésének elfogadására. Ehhez tartozik az is, hogy a jog nem egy rögzített szabályrendszer, hanem eljárás.
A magyar újkantiánus második generációhoz tartoznak Moór tanítványai: Szabó József (1909–1992) és Solt (Scholz) Kornél (1917–2002), valamint Horváth tanítványai: Bibó István (1911–1979), Vas Tibor (1911–1981), Bolgár Vera és Losonczy István (1908–1980). Mivel ők elsősorban az angol-amerikai és francia szakirodalmat dolgozták fel, az egyoldalú német-osztrák orientáció alábbhagyott ebben a generációban.
Bibó szerint a fizikai vagy lelki kényszer lényeges elem a jogban. A jogi szankciók más társadalmi szankciókkal és normatípusokkal (erkölcs, hatalmi parancs, szokás és konvenció) ellentétben objektívek. Az egyén szabadsága a jog által meghatározott. Ha feltesszük, hogy az egyének önkényesen cselekednek, akkor minden egyén potenciálisan veszélyt jelent a másik számára, mert egyéni érdekeiket fölébe helyezik mások érdekeinek. Ha léteznek az állam által hozott törvények, amelyek korlátozzák az egyén cselekvési szabadságát, akkor az állami kényszer hatására már tisztelni fogják egymást.
Azt a gondolatot, hogy a jog védi az egyéneket saját és mások önkényétől, Kanttól vette át. Bibó számára tehát a jogfilozófia összefügg a szabadság fogalmával. Mivel a „jog a legobjektívebb kényszer, (...) az általa szabadon hagyott terület a legobjektívebb szabadság.”
Bibó az újkantiánizmusban nem találta meg a végső választ a jogfilozófiai kérdésekre. Későbbi munkáiban úgy vélte, hogy túl kell jutni a neokantiánizmuson. A fejlődési lehetőséget például Horváth Barna jogszociológiájában látta. Az 1930-1940-es években a „szegedi iskola” követői a neokantiánus paradigma ellen fordultak.
Bibó Istvánnak jelentős szerepe volt az 1956-os forradalomban is. Nagy Imre kormányában államminiszter volt.
A liberális teológus Nagy Károly (1868—1926), mint keresztény etikus értelmezte az idealizmust. Egyik legfontosabb írása a Kálvin teológiája című (Nagyenyed, 1895). Kolozsvár református püspöke és az erdélyi református egyházkerület főjegyzője volt.
A teológus és filozófus Bartók György ifj. a kolozsvári és a szegedi egyetemen működött. Szakterületeihez tartoztak az értékelmélet, a filozófiatörténet, az etika és az etikatörténet témakörei. Írásai hatással voltak Ravasz László református püspökre is.

## A neokantianizmus hatása
Az irányzat tartalmilag befolyásolta a XX. századi filozófiát. A neokanitanizmus elősegítette az episztemológia kiemelkedését és visszaszorította az ontológia prioritását. Aki nem vette át a neokantiánus gondolatokat, még az is kritizálta vagy átalakította.
Kantnak az érzékelés határaira vonatkozó nézetei Németországban hatottak a XIX. századi antipozitivista szociológiai mozgalomra, különösen Georg Simmel munkájára. Simmel kérdése, hogy „Mi a társadalom?” közvetett utalás Kant „Mi a természet?” felvetésére. 

Natorp munkája hatott a fenomenológia fejlődésére, mivel Edmund Husserlt arra ösztönözte, hogy átvegye a transzcendentális idealizmus terminolóiáját.

Emil Lask nagy hatással volt a fiatal Martin Heideggerre.
A neokantiánus mozgalom egyik eredménye a Kant-Studien megalapítása. Ez a folyóirat még ma is a legfontosabb akadémikus folyóiratok egyike.
Jelenleg újra felébredt az érdeklődés az újkantianizmus iránt: Gillian Rose (1947-1995) brit filozófus és szociológus kritizálta a neokantiánus mozgalom befolyását a modern filozófiára, főleg Max Weber munkájára tett hatása miatt.

## Főbb neokantiánus áramlatok világszerte
Franciaország
Franciaországban Charles Renouvier indította el a neokantiánus hullámot, és a neokriticizmus kidolgozása tette híressé. A „magánvaló dolog” kanti doktrínát vizsgálta és fő művében (Essais de critique générale, 1854-64) megváltoztatta Kant kategóriáit. Renouvier számára a legfelsőbb és legkonkrétabb kategória a személyiség, és a tudatosság legalapvetőbb tulajdonsága a szabadság. Az egyén, mint szabad morális alany iránt érzett tisztelet miatt Renouvier visszautasította a dogmatizmust a vallásban és a politikai elméletekben (La Science de la morale, 1869). Vitatta azt is, hogy Kant különbséget tett az elméleti és gyakorlati ész között. Renouvier szerint Isten véges és korlátozott.
Michel Foucault a modernség radikális kritikájában polemikusan hivatkozott Kantra.
Nagy-Britannia
Nagy-Britanniában már William Hamilton (1788-1856) is közel állt a kanti kriticizmushoz, mivel hangsúlyozta az emberi észlelés relativitását. Részletesen és kritikusan azonban csak Edward Caird (1835–1908) foglalkozott Kant írásaival a The Critical Philosophy of Immanuel Kant c. művében (1877, második kötet: 1889).
Olaszország
Olaszországban a 19. század közepéig a hegelianizmus volt a domináns filozófiai áramlat. A vezető szenzualisták és ontológisták vagy alig ismerték Kantot vagy támadták. Csak az 1870-es években foglalkoztak Kant filozófiájával, amikor Németország és Olaszország politikailag közelített egymáshoz. Fő képviselői Carlo Cantoni (Padova, 1840-1906) és Felice Tocco (1845-1911, Firenze) voltak.
Oroszország
Attól kezdve, hogy a szentpétervári filozofikus költő és a későbbi orosz neokantiánus mozgalom fő képviselője Aleksandr Vvedenskij feltűnt a Kantstudien II-ben, Oroszországban is fontos szerepet játszott az újkantianizmus. Megemlítendő Trubeckoj herceg moszkvai professzor (* 1905). Az orosz szocialisták egy része is szimpatizált a neokantianizmussal. A korai 20. századi orosz filozófiában is nagy jelentőségű, mivel az ortodox–misztikus metafizika és az ateista materializmus között állt.
Lengyelország
Lengyelországban sokan követték Kantot a XVIII-XIX. sz. fordulóján. Később František Mareš (1857-1942) saját etikáját Kant princípiumaival kapcsolta össze.
Skandinávia
Svédországban Kant filozófiája a 19. sz. elejétől Boëthiusra (1750-1810) és Höijerra (1767-1812) gyakorolt befolyást. Később a Boström (1797-1866) által alapított racionális idealizmus megerősödött, de csak néhány alapgondolata volt összhangban Kant írásaival. A XIX. sz. végén Allen Vannérus (1862-1946) és Axel Hägerström (1868-1939) kívánták megújítani a svéd filozófiát a kanti ismeretelmélet-kritika értelmében.
Az 1870-es évektől Kant befolyása érződött például a dán Poul Heegaard, Kromann és Wilkens, valamint a norvég Vold műveiben.
Hollandia
A holland teológus Groenewegen (Leiden), a jogász J. A. Levy és B. J. H. Ovink (Utrecht) számítanak neokantiánusoknak.
Spanyolország
Spanyolország esetében nem lehet Kant-mozgalomról beszélni. A kubai Perojo, aki 1873 és 1875 között Heidelbergben tanult, lefordította A tiszta ész kritikájának egy részét. Azelőtt főleg francia fordításból ismerték Kantot spanyol nyelvterületen. Később José Ortega y Gasset (1883-1955) csatlakozott a neokantiánus mozgalomhoz.
Japán
Japánban 1896-ban adott ki Tsutomu Kiyono professzor egy kommentárt a A tiszta ész kritikájához. A második világháború alatt Seiichi Hatano (1877–1950) és Wakichi Miyamoto professzorok együtt adták ki A tiszta ész kritikáját.
További neokantiánusok:
- Michael Friedman
- Richard Honigswald (1875–1947)
- Leonard Nelson (1882–1927)
- African Spir (1837–1890)
- Ernst Troeltsch (1865–1923)
- Robert Reininger (1869-1955)
- Walther Schücking (1875-1935)[41]

## Kapcsolódó szócikk
- Immanuel Kant

### Magyar nyelven
- Hegedűs Loránt. Újkantiánus és értékteológia (pdf), Budapest: Mundus Magyar Egyetemi Kiadói Kft. (1996). ISBN 9783832942106. Hozzáférés ideje: 2009. november 26.

- Pascher Manfred. Az újkantianizmus gyakorlati filozófiája : történeti bevezetés. Debrecen: Latin Betűk Alapítvány Kiadó (1996). ISBN 9783832942106

- Szabadfalvi József (2003). „Kísérlet az „új magyar jogfilozófia” megteremtésére. (A jogpozitivizmustól a neokantiánizmus meghaladásáig)”. Zempléni Múzsa 3 (4), 23-33. o. ISSN 1587-1762. (Hozzáférés: 2009. november 23.)

### Német nyelven
- Häußer Hans-Dieter. Transzendentale Reflexion und Erkenntnisgegenstand. Zur transzendentalphilosophischen Erkenntnisbegründung unter besonderer Berücksichtigung objektivistischer Transformation des Kritizismus. Ein Beitrag zur systematischen und historischen Genese des Neukantianismus. Bouvier (1989). ISBN 3416020324[42]

- szerk.: Heinz Marion, Krijnen Christian: Kant im Neukantianismus. Fortschritt oder Rückschritt? Studien und Materialien zum Neukantianismus. Königshausen und Neumann (2007). ISBN 9783826032998

- Holzhey Helmut. Cohen und Natorp. Schwabe (1986). ISBN 9783796508394[43]

- szerk.: Holzhey Helmut: Ethischer Sozialismus. Zur politischen Philosophie des Neukantianismus. Frankfurt am Main: Suhrkamp (1994). ISBN 9783518285497

- Holzhey Helmut.szerk.: Röd Wolfgang: Geschichte der Philosophie (német nyelven). München: C.H Beck. 3406313493 (2004. május 30.)

- Köhnke Klaus Christian. Entstehung und Aufstieg des Neukantianismus. Die deutsche Universitätsphilosophie zwischen Idealismus und Positivismus. Frankfurt am Main: Suhrkamp (1986). ISBN 351857759-X

- Lembeck Karl-Heinz. Platon in Marburg. Platon-Rezeption und Philosophiegeschichtsphilosophie bei Cohen und Natorp. Würzburg: Königshausen und Neumann (1994). ISBN 3884799002

- Ollig Hans-Ludwig. Der Neukantianismus. Stuttgart: Königshausen und Neumann (1979). ISBN 3476101878

- Orth Ernst Wolfgang. Neukantianismus: Perspektiven und Probleme. Stuttgart: Königshausen und Neumann (1994). ISBN 3884798871

- Pascher Manfred. Einführung in den Neukantianismus: Kontext, Grundpositionen, praktische Philosophie. München: Fink (1997). ISBN 3825219623

- Schnädelbach Herbert. Philosophie in Deutschland 1831 – 1933. Frankfurt am Main: Suhrkamp (1983). ISBN 3825219623

- Sieg Ulrich. Aufstieg und Niedergang des Marburger Neukantianismus: die Geschichte einer philosophischen Schulgemeinschaft. Würzburg: Königshausen und Neumann (1994). ISBN 3884799444

- Winter Eggert. Ethik und Rechtswissenschaft: Eine historisch-systematische Untersuchung zur Ethik-Konzeption des Marburger Neukantianismus im Werke Hermann Cohens. Berlin: Duncker und Humblot (1990). ISBN 3428046242

- Zeidler Kurt Walter. Kritische Dialektik und Transzendentalontologie. Der Ausgang des Neukantianismus und die post-neukantianische Systematik R. Hönigswalds, W. Cramers, B. Bauchs, H. Wagners, R. Reiningers und E. Heintels. Bonn: Bouvier (1995). ISBN 3416025180

- Ziemann Sascha. Neukantianisches Strafrechtsdenken. Die Philosophie des Südwestdeutschen Neukantianismus und ihre Rezeption in der Strafrechtswissenschaft des frühen 20. Jahrhunderts. Baden-Baden: Nomos (1995). ISBN 9783832942106

## Fordítás
- Ez a szócikk részben vagy egészben  a   Neukantianismus című német Wikipédia-szócikk fordításán alapul.  Az eredeti cikk szerkesztőit annak laptörténete sorolja fel. Ez a jelzés csupán a megfogalmazás eredetét és a szerzői jogokat jelzi, nem szolgál a cikkben szereplő információk forrásmegjelöléseként.
- Ez a szócikk részben vagy egészben  a   Neo-Kantianism című angol Wikipédia-szócikk fordításán alapul.  Az eredeti cikk szerkesztőit annak laptörténete sorolja fel. Ez a jelzés csupán a megfogalmazás eredetét és a szerzői jogokat jelzi, nem szolgál a cikkben szereplő információk forrásmegjelöléseként.

### Magyar nyelven
- Németh András: Újkantianizmus (magyar nyelven). [2009. február 27-i dátummal az eredetiből archiválva]. (Hozzáférés: 2009. november 22.)
- Korek Valéria: Neokantianizmus (magyar nyelven). Sulinet. (Hozzáférés: 2009. november 22.)[halott link]
- Kibédi Varga Sándor: Rickert Henrik filozófiája. A modern értékfilozófia alapvetése (magyar nyelven). Stichting MIKES INTERNATIONAL alapítvány. (Hozzáférés: 2009. november 22.)
- Magyarország a XX. században: V. KÖTET - Tudomány 2. Társadalomtudományok: Filozófia: Neokantianizmus (magyar nyelven). Magyar Elektronikus Könyvtár. (Hozzáférés: 2009. november 22.)
- Málnási Bartók György: A filozófia lényege. Bevezetés a filozófiába (magyar nyelven). Mikes International. (Hozzáférés: 2009. november 23.)
- Korek Valéria: Problematikai és tartalmi átalakulások az újabb történetfilozófiában (1883-1927) I. - I. Dilthey és a neokantianizmus (magyar nyelven). Sulinet. (Hozzáférés: 2009. november 22.)
- Muscă Vasile: Titu Maiorescu és Böhm Károly – egy filozófiai párhuzam. A rendszer körüli harc (magyar nyelven). MTA Filozófiai Kutatóintézet. (Hozzáférés: 2009. november 22.)[halott link]
- Magyarország a XX. században: V. KÖTET - Tudomány 2. Társadalomtudományok: Filozófia: Neokantianizmus (magyar nyelven). Magyar Elektronikus Könyvtár. (Hozzáférés: 2009. november 22.)
- A davosi vita Ernst Cassirer és Martin Heidegger között (magyar nyelven). Gond. Filozófiai esszéfolyóirat, 1999. (Hozzáférés: 2009. november 22.)
- Kibédi Varga Sándor: Érték a történelemben I. (magyar nyelven). Pro Philosophia Füzetek. (Hozzáférés: 2009. november 22.)
- Kiss Endre: A klasszikus német filozófia vége és a kritikai pozitivizmus (magyar nyelven). [2008. december 19-i dátummal az eredetiből archiválva]. (Hozzáférés: 2009. november 22.)
- Jogbölcsélet (magyar nyelven). [2012. december 9-i dátummal az eredetiből archiválva]. (Hozzáférés: 2010. január 29.)

### Külföldi oldalak
- A neokantianizmusról szóló cikkek a brémai egyetem filozófiai intézet honlapján:

- Holzey, Helmut; Renz, Ursula: Neukantianismus (német nyelven) (pdf) pp. 9. Felix Meiner Verlag Hamburg, 1999. [2011. szeptember 26-i dátummal az eredetiből archiválva]. (Hozzáférés: 2009. november 22.)
- Sankdühler, Hans Jörg: „Wir fangen mit dem Denken an.“ Der Neukantianismus oder: Zurück zu Kant und über Kant hinaus (német nyelven) (PDF) pp. 17. [2012. november 14-i dátummal az eredetiből archiválva]. (Hozzáférés: 2009. november 22.) (Előadás jegyzet)

- A paderborni egyetem bölcsésztettudományi intézet honlapján:

- Peckhaus, Volker: Kantianer oder Neukantianer? Über die Schwierigkeiten, Frege der Philosophie seiner Zeit zuzuordnen (német nyelven). [2008. október 12-i dátummal az eredetiből archiválva]. (Hozzáférés: 2009. november 22.)